# Anne Donnellan
Pour les articles homonymes, voir Donnellan.
Anne Donnellan (vers 1700 - 21 mai 1762) est une promotrice irlandaise de la littérature, de l'apprentissage et des arts et critique littéraire. Elle est désignée comme une « proto Bluestocking » irlandaise.

## Petite enfance et famille
Anne Donnellan est née vers 1700, fille de Nehemiah Donnellan et de sa deuxième épouse, Martha Donnellan (née Ussher, 1677-1751). Il n'y a aucune trace de sa naissance ou de son baptême, mais des documents ultérieurs indiquent qu'elle a la vingtaine avancée en 1729. Sa mère épouse en secondes noces Philip Perceval en 1712 ou 1713. À partir de 1727, Donnellan vit avec eux à Middlesex. Elle revient occasionnellement en Irlande, parfois pendant des années. Lorsque sa sœur, Catherine, épouse Robert Clayton en 1728, il donne la dot de Catherine à Donnellan, ce qui lui donne son indépendance financière. Son frère Christopher la soutient également. Donnellan ne s'est jamais mariée, mais son amie Elizabeth Montagu écrit dans une lettre que Donnellan avait refusé une proposition de George Berkeley.

## Promotrice des arts
Donnellan était ami avec plusieurs des personnalités les plus importantes de la musique, de l'art et de la littérature. Mary Barber a inclus plusieurs vers de Donnellan dans son volume Poems on several occasions (1734). Jonathan Swift la surnomme « la sirène » et, dans une lettre qui lui était adressée, elle se décrivait comme « une revendicatrice des droits et privilèges des femmes. » Donnellan est une musicienne talentueuse, réputée pour son chant qui lui a valu le surnom  de "Phill" ou "Philomel". Elle est l'amie de George Frideric Handel, le rencontrant très probablement lors d'un rassemblement social organisé par sa proche compagne, Mary Delany. Donnellan et Delany sont parmi le petit public entendant les premières répétitions des opéras Alcina (1735) et Imeneo (1740) de Haendel. Haendel lui laisse 50 £ dans son testament. Elle est associée au groupe Bluestockings naissant du fait de son amitié avec Montagu,. Elle encourage Montagu à poursuivre ses études.
Il ne semble pas que Donnellan souhaitait être publiée, elle-même est souvent engagée dans la critique des œuvres inédites des autres. Après avoir rencontré Samuel Richardson en 1750, ils deviennent des correspondants fréquents et des amis proches, les deux laissant à l'autre un legs d'anneaux de deuil dans leurs testaments respectifs. Quand elle visite Dublin en 1751, Richardson lui demande son avis sur son histoire de Sir Charles Grandison (1754),.

## Mort et héritage
Elle souffre d'une maladie qui n'est pas nommée de 1733 à 1734 qui lui cause des douleurs dans les bras et les jambes. Les frères et sœurs de Donnellan meurent les uns après les autres 1751 et 1752, ce qui cause un traumatisme en raison de différends sur leur testament. Sa santé décline après cela et elle meurt le 21 mai 1762 à Hanover Square, Middlesex.
Elle laisse un legs d'un quart de ses actifs, soit 1 243 £, au Trinity College de Dublin, à utiliser pour promouvoir « l'apprentissage religieux et les bonnes manières ». L'argent est utilisé pour commencer une série annuelle de conférences sur la divinité, les conférences Donnellan, qui étaient la première série de conférences publiques du Collège. Une liste de ces conférences de 1795 à 1945 a été publiée dans le dossier du Trinity College en 1951 (pages 396-369),.
En 1731, elle est peinte parmi un portrait familial des Wesley par William Hogarth. Une miniature de Donnellan de 1751 peinte par Rupert Barber est conservée dans les collections du Musée d'Ulster.